# Brachyrhamdia imitator
Brachyrhamdia imitator är en fiskart som beskrevs av Myers 1927. Brachyrhamdia imitator ingår i släktet Brachyrhamdia och familjen Heptapteridae. IUCN kategoriserar arten globalt som livskraftig. Inga underarter finns listade.